# The Mother of All Demos

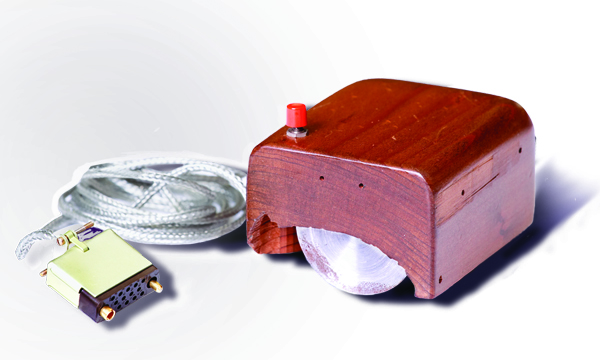
Перший прототип комп'ютерної миші, спроектованої Білом Інґлішем. Зображення з чорновиків Дугласа Енґельбарта

«The Mother of All Demos» (дослівно — «пращур усіх технологічних демонстрацій») — термін, яким описують демонстрацію, що стала віхою у розвитку технології взаємодії людини з комп'ютером. Демонстрація відбулася у Сан-Франциско на Осінній об'єднаній комп'ютерній конференції, організованій спільно ACM і IEEE 9 грудня 1968 року, а доповідачем був Дуглас Енгельбарт.
У «живій» демонстрації тривалістю 90 хвилин було представлено закінчену комп'ютерну систему «oN-Line System» (NLS) — як апаратне, так і програмне забезпечення. Енгельбарт продемонстрував практично всі фундаментальні елементи комп'ютерної технології, якою людство користується у XXI столітті: віконний інтерфейс користувача, гіпертекст, комп'ютерну графіку, ефективну навігацію і введення даних, відеоконференцію, комп'ютерну мишу, обробку тексту програмою-процесором, динамічне зв'язування бібліотек, керування версіями, а також редактор реального часу, орієнтований на спільну роботу.
Презентація Енгельбарта стала першою, де публічно було продемонстровано всі дані елементи у складі єдиної системи. Вплив її на розвиток технологій був величезним; робота над схожими проєктами почалася також у Xerox PARC на початку 1970-х, і продовжилася у формі операційних систем Mac OS і Microsoft Windows у 1980-90-х роках.

## Етимологія
Перше використання словосполучення «The Mother of All Demos» стосовно презентації Енгельбарта зустрічається 1994 року у книзі Insanely Great: The Life and Times of Macintosh, the Computer That Changed Everything журналіста Стівена Леві, де він описує подію як
...спокійний голос Центру керування польотом у момент, коли довгоочікувана ціль з'являється перед очима. Це був пращур всіх демонстрацій:42.
Andries van Dam, що був присутній на події, повторив фразу 1995 року, презентуючи Енгельбарта на Симпозіумі Веннівера Буша у MIT; власна гіпертекстова система ван Дама FRESS запозичила з демонстрації кілька концепцій. Фраза також цитується у книзі Johnide Markoff What the Dormouse Said (2005).

## Демонстрація
На початку 1960-х років Енгельбарт зібрав команду інженерів-комп'ютерників і програмістів у Augmentation Research Center (ARC), що розміщувався на той час у SRI International — підрозділі Стенфордського університету. Його головною ідеєю було перевести комп'ютинг з розряду простого «перемелювання чисел» у потужний інструмент для отримання і обробки інформації, а також для комунікації:237.
Енгельбарту хотілося перетворити ідею пристрою «мемекс» Венівера Буша на робочу систему, яка б у інтерактивній роботі «доповнювала» інтелект людини:237. Протягом шести років, за фінансування NASA і DARPA, команда в ARC змогла створити з розрізнених елементів таку комп'ютерну систему. На прохання керівника ARPA Роберта Тейлора NLS повинна була вперше представлена для публіки на об'єднаній осінній комп'ютерній конференції 1968 року у Сан-Франциско в аудиторії Bill Graham Civic Auditorium:240.